# Нижний караван-сарай
Нижний караван-сарай (азерб. Aşağı karvansaray) — исторический памятник XVII века, расположенный в Азербайджане, в городе Шеки.
Караван-сарай расположен на более сложном рельефе (рядом с караван-сараем протекает быстротечная река Гурджаначай) и имеет форму трапеции. Общая площадь строения около 8000 м². В Нижнем караван-сарае находится в общей сложности около 242 комнаты.
Караван-сарай имеет с четырёх сторон входные ворота. При закрытии ворот караван-сарай превращался в недоступную крепость. Нижний караван-сарай, как и Верхний, сохранил четы, присущие караван-сараям Востока.
Нижний и Верхний караван-сараи, построенные местными мастерами, по своей планировочной структуре, большими размерами и удобствами для торговли являются наиболее крупными из зафиксированных на территории Закавказья.